# Ulrich Hamann
Ulrich Peter Hamann (1931 — 1990) foi um botânico e professor universitário na Ruhr-Universität Bochum que se destacou no campo da taxonomia vegetal.

## Publicações
Entre muitas outras, é autor das seguintes obras:
- 1963. Die Embryologie von Philydrum languginosum (Monocotyledoneae - Philydraceae) (Embriología de Philydrum languginosum)
- 1964. Embryologie und Systematik am Beispiel der Farinosae (Embriología y sistemática de los ejemplo de Farinosae)
- 1976. Hydatellaceae - a new family of Monocotyledoneae
- 1978. Embryologie und Pollenmorphologie (Embriología y morfología del polen)
- bertram Ludäscher, ulrich Hamann, georg Lausen . 1995. Reconciling active and deductive databases by states. Ed. Univ. Inst. für Informatik
- hans joachim Conert, ulrich Hamann, gustav Hegi, wolfram Schultze-Motel, gerhard Wagenitz. 1987. Illustrierte Flora von Mitteleuropa (La flora ilustrada de Europa Central): Spermatophyta. 6:4: Angiospermae, Dicotyledones. 4. Ed. Parey. 1.569 pp. ISBN 3-489-86020-9
- ulrich Hamann, gerhard Wagenitz. 1977. Bibliographie zur Flora von Mitteleuropa: Eine Auswahl der neueren floristischen und vegetationskund lichen Literatur sowie allgemeiner Arbeiten über Geobotanik, Systematik, Morphologie, Anatomie (Bibliografía de la flora de Europa Central: Una selección de Central florística y vegetación de la literatura, así como obras generales sobre la fitogeografía, sistemática, morfología, la anatomía, la citología, biología, fitoquímica, la historia, los nombres, los usos y las plagas de los últimos. Ed. Verlag Paul Parey. 374 pp.
- ulrich Hamann, gerhard Wagenitz. 1970. Bibliographie zur Flora von Mitteleuropa (Bibliografía de la flora de Europa Central). Ed. Hanser. 328 pp.
- 1966. Embryologische, morphologisch-anatomische und systematische Untersuchungen an Philydraceen (Embriología, morfología, anatomía y sistemática de los estudios de Philydraceen). Ed. Direktion des Botanischen Gartens und Museums. 178 pp.

O seu nome serviu de epónimo à designação dos seguintes taxa:

### Epónimos
- (Tiliaceae) Colona hamannii Riedl & C.Riedl-Dorn[2]
- (Zamiaceae) Zamia hamannii A.S.Taylor, J.L.Haynes & Holzman[3]